# Rakovec, Brežice
Rakovec je naselje v Občini Brežice. Leži na desnem bregu reke Sotle in je ena izmed sedmih vasi Krajevne skupnosti Kapele.
V naselju še danes stoji močno predelan dvorec Rakovec (Radkowetz, Reiherhof), omenjen leta 1433. Po letu 1815 je dvor postal brežiška pristava v lasti Attemsov. Po pričanju domačinov sta v bližini dvora na njivi stala dva obmejna stolpa, katerih ruševine so bile odstranjene zaradi povečanja njive.
Onstran Sotle stoji upuščena železniška postaja Vukovo Selo, ki je spadala k nekdanji hrvaški železniški progi Savski Marof–Kumrovec.